# Gustav Rödiger
Gustav Rödiger (ur. 23 lipca 1882 w Pewsum, Fryzja Wschodnia, zm. 10 lutego 1952 w Zollikon k. Zurychu) – niemiecki prawnik i urzędnik konsularny.

## Życiorys
Studiował prawo uzyskując doktorat z nauk prawnych. Od 1901 w środkowo pruskiej służbie sądowej. W 1906 przeszedł do pruskiej (1919), a w 1920 do niemieckiej służby zagranicznej, w której m.in. był kierownikiem konsulatu w Krakowie (1926–1931). Później był zatr. w Wydziale Prawnym MSZ (1931-1945), w tym kier. referatu prawa pracy (1933-). W 1945 mieszkał w Nauders w Tyrolu i Ostelsheim. Pełnił funkcję kier. Biura Paszportowego przy konsulacie generalnym w Zurychu (1951-), gdzie zmarł.

## Publikacje które współredagował
- Chronik der Friedensverhandlungen nebst einer Übersicht über die Diplomatie des Weltkrieges, Vahlen et al. Berlin 1920
- Die Diplomatischen Dokumente und Urkunden zum Vertrag von Versailles, Deutsche Verlagsges. f. Politik u. Geschichte Berlin 1921